# Bayonville-sur-Mad
Bayonville-sur-Mad é uma comuna francesa na região administrativa de Grande Leste, no departamento de Meurthe-et-Moselle. Estende-se por uma área de 9,39 km². Em 2010 a comuna tinha 316 habitantes (densidade: 33,7 hab./km²).